# Billy Whitehurst
William Whitehurst, più conosciuto con il diminutivo Billy Whitehurst (Thurnscoe, 10 giugno 1959) è un ex calciatore inglese, di ruolo attaccante.

## Caratteristiche tecniche
Era noto per il suo modo di giocare molto fisico.

## Carriera
Inizia a giocare a livello semiprofessionistico all'età di 18 anni con il Retford Town, lavorando nel frattempo anche come muratore, impiego che manterrà fino al suo ingresso nel calcio professionistico alcuni anni più tardi. Nel biennio successivo gioca poi con Bridlington Trinity e Mexborough Town, per poi nel 1980 venire acquistato per 2000 sterline dall'Hull City, club della terza divisione inglese, con cui all'età di 20 anni esordisce quindi tra i professionisti; nella sua prima stagione, conclusasi peraltro con una retrocessione in quarta divisione delle Tigers, Whitehurst fatica ad adeguarsi ai ritmi del calcio professionistico, realizzando una sola rete in 26 partite di campionato. Anche nelle stagioni 1981-1982 e 1982-1983 (quest'ultima conclusasi peraltro con una promozione), giocate in quarta divisione, pur scendendo in campo nel complesso con buona regolarità (72 presenze totali) segna in tutto solamente 9 reti; inizia a trovare la via del gol con regolarità solamente a partire dalla stagione 1983-1984, giocata in terza divisione, nella quale va a segno per 10 volte in 37 presenze. L'anno seguente, con 20 reti in 40 presenze, gioca un ruolo cruciale nella promozione dell'Hull City in seconda divisione, categoria nella quale va poi a segno per 7 volte in 18 presenze prima di essere ceduto a stagione in corso per 232000 sterline al Newcastle Utd, club di prima divisione: lascia così dopo cinque stagioni e mezzo l'Hull City (in cui, compresa anche una seconda parentesi nel club alcuni anni più tardi, ha totalizzato complessivamente 272 presenze e 69 reti in partite ufficiali, diventano uno dei giocatori più popolari di sempre tra i tifosi nella storia del club, non solo per la lunga militanza e per le reti ma anche per il suo stile di gioco).
Il passaggio in massima serie è inizialmente difficoltoso (non va a segno in nessuna delle prime 11 partite giocate), e nel corso della stagione 1986-1987, dopo un totale di 7 reti in 28 partite di campionato con le Magpies, viene ceduto all'Oxford Utd, altro club della medesima categoria; rimane in squadra sostanzialmente per un anno solare, realizzando 4 reti in 40 presenze, per poi passare a titolo definitivo al Reading, con la cui maglia nella seconda parte della stagione 1987-1988 realizza 6 reti in 15 presenze in seconda divisione. Nella stagione 1988-1989 dopo 2 presenze in terza divisione sempre al Reading passa invece al Sunderland, dove rimane solamente per pochi mesi, nei quali realizza 3 reti in 17 presenze in seconda divisione. Già nei mesi finali della stagione 1988-1989 torna poi all'Hull City, con cui trascorre in seguito anche la prima parte della stagione 1989-1990: la sua seconda parentesi nel club è però meno fortunata della prima, e si conclude con 5 reti in 36 presenze, tutte nella seconda divisione inglese. Nella seconda parte della stagione 1989-1990 gioca poi allo Sheffield Utd, dove con 2 reti in 14 presenze dà il suo contributo alla promozione delle Blades in prima divisione, categoria in cui l'anno seguente, dopo un breve prestito in terza divisione allo Stoke City, gioca 8 partite senza mai segnare.
Nei mesi conclusivi della stagione 1990-1991 e nella prima metà della stagione 1991-1992 gioca poi in quarta divisione al Doncaster, concludendo infine quest'ultima stagione con un prestito al Crewe Alexandra, sempre nella medesima categoria; con queste ultime esperienze, in carriera ha totalizzato complessivamente 388 presenze e 77 reti nei campionati della Football League. Si ritira però definitivamente solo nel 1995, ovvero tre anni dopo la sua ultima partita nella Football League: gioca infatti sia in Australia (al St George-Budapest), che nella prima divisione dell'Irlanda del Nord (6 presenze e 4 reti nel Glentoran) ed in quella di Hong Kong (4 presenze ed una rete con la maglia del South China ed un'ulteriore stagione con il Sun Hei); questi ultimi anni di carriera sono comunque costellati da problemi fisici di varia natura e molto frammentari (nel solo anno solare 1992 considerando anche le partite con il Crewe veste le maglie di ben nove diversi club, la maggior parte dei quali in campionati semiprofessionistici inglesi e con permanenze di durate nell'ordine delle poche settimane).